# 维莱圣热内
维莱圣热内（法語：Villers-Saint-Genest，法語發音：[vilɛʁ sɛ̃ ʒənɛ]）是法国瓦兹省的一个市镇，属于桑利斯区。

## 地理
维莱圣热内（49°8'32"N, 2°54'21"E）面积9.66 平方千米，位于法国上法蘭西大區瓦兹省，该省份为法国北部内陆省份，北起索姆省，西接厄尔省和滨海塞纳省，南至塞纳-马恩省和瓦兹河谷省，东临埃纳省。
与维莱圣热内接壤的市镇（或旧市镇、城区）包括：布瓦西-弗雷努瓦、布扬西、谢夫勒维尔、楠特伊勒欧杜安、佩鲁瓦莱贡布里。
维莱圣热内的时区为UTC+01:00、UTC+02:00（夏令时）。

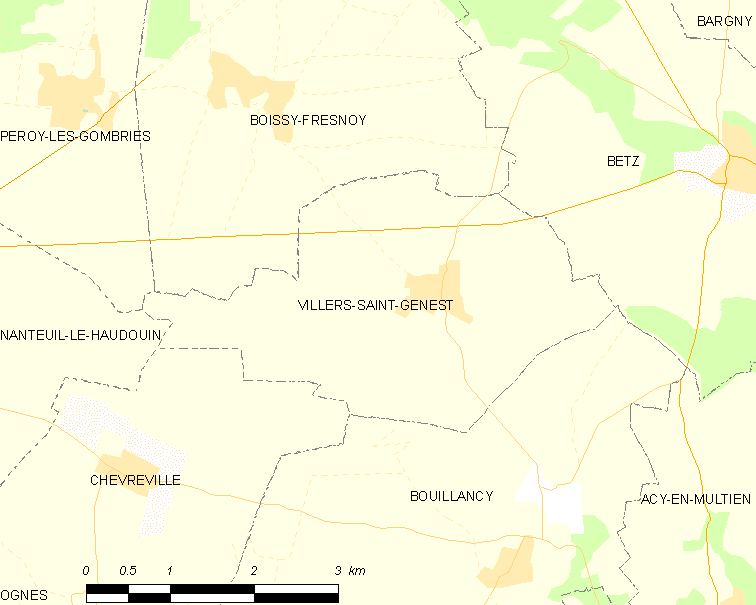
维莱圣热内的OSM定位图

## 行政
维莱圣热内的邮政编码为60620，INSEE市镇编码为60683。

## 政治
维莱圣热内所属的省级选区为楠特伊勒欧杜安县。

## 人口

1962-2008年间维莱圣热内人口变化图示

维莱圣热内于2022年1月1日时的人口数量为388人。